# CB Oviedo
CB Oviedo (vollständig Club Bádminton Oviedo) ist ein spanischer Badmintonverein aus Oviedo.

## Geschichte
Der reine Badmintonklub wurde 1999 gegründet. In kürzester Zeit stieg er bis in die höchste Liga Spaniens auf. 2001 wurde der Klub als Mejor promoción deportiva ausgezeichnet, 2012 als Mejor club asturiano.

## Bekannte Spieler
- Alberto Zapico
- Ana Amador
- Cristina Poy
- Daniel Álvarez
- Elena Fernández
- Luís Enrique Peñalver
- Jacob Tovgard
- Javier Suárez
- Lorena Uslé
- María Vijande
- Mario González
- Óscar Martínez
- Sara Peñalver Pereira
- Zhao Min